# Варенников, Валентин Иванович
Валенти́н Ива́нович Варе́нников (15 декабря 1923, Краснодар — 6 мая 2009, Москва) — советский и российский политический и военный деятель, генерал армии (1978). Ветеран Великой Отечественной и Афганской войны. Герой Советского Союза (1988). Лауреат Ленинской премии. Участник Августовского путча, выступивший на стороне ГКЧП.
Начальник Группы управления Министерства обороны СССР в Афганистане (1984—1989), Главнокомандующий Сухопутными войсками — заместитель Министра обороны СССР (1989—1991).

## Биография
Родился 15 декабря 1923 года в городе Краснодаре. Отец — красный командир Иван Варенников происходил из казачьего рода, но не кубанских, а слободских казаков.
С 1938 года семья жила в Армавире. Там же в 1941 году окончил среднюю школу.

### На воинской службе
В августе 1941 года был призван Армавирским горвоенкоматом в ряды Красной Армии и направлен в эвакуированное в Свердловск Черкасское пехотное училище, с октября первый военный набор приступил к занятиям. После ускоренного окончания училища летом 1942 года лейтенант Варенников в числе немногих выпускников (остальные прямиком отправились на фронт) назначен командиром учебного взвода в запасную стрелковую бригаду, дислоцировавшуюся в Горьком, и только в октябре 1942 года оказался на Сталинградском фронте в должности командира миномётного взвода батареи 120-мм полковых миномётов 138-й стрелковой дивизии. Сражался в Сталинграде 79 дней и ночей.

100-й гв. сп — помощник командира полка по артиллерии В. И. Варенников, командир полка А. М. Воинков и командир роты автоматчиков И. Н. Поцелуев. Одер, 1945 г.

В ноябре 1942 года был назначен командиром батареи, в декабре того же года участвовал в составе дивизии в уничтожении окружённых частей 6 армии генерал-фельдмаршала Паулюса.
В январе 1943 года был ранен. После выздоровления вернулся в строй, зачислен в оперативный отдел 35-й гвардейской стрелковой дивизии 8-й гвардейской армии.
С марта 1943 года — командир миномётной батареи 100-го гвардейского стрелкового полка, а весной 1944 года старший лейтенант Варенников был назначен заместителем командира 100-го гвардейского стрелкового полка 35-й гвардейской стрелковой дивизии по артиллерии.
Участвовал в форсировании Днепра, сражался за освобождение Белоруссии и Польши. Когда 8-я гвардейская армия была переброшена на 1-й Белорусский фронт, Варенников со своим полком участвовал в знаменитой Белорусской наступательной операции «Багратион». В конце июля и начале августа 1944 года вступил на польскую землю и вёл бои за овладение плацдармом на Висле южнее Варшавы в районе Магнушева. Там был тяжело ранен и лечился в госпитале четыре месяца. Затем вернулся в родной 100-й гвардейский стрелковый полк 35-й гвардейской стрелковой дивизии заместителем командира полка А. М. Воинкова по артиллерии и в середине января 1945 года участвовал в наступлении советских войск от Балтики до Карпат. Участвовал в боях за плацдарм в районе города Кюстрина на Одере. В марте 1945 года В. Варенников был ранен в третий раз в боях за Кюстрин.
С марта 1945 года — начальник артиллерии 101-го гвардейского стрелкового полка 35-й гвардейской стрелковой дивизии. В звании капитана в апреле—мае 1945 года принимал непосредственное участие в Берлинской операции. Штурмовал Зееловские высоты, брал Берлин — утром 2 мая был в здании Рейхстага.
За время войны был трижды ранен, награждён четырьмя боевыми орденами. В июне 1945 года участвовал в Параде Победы, а непосредственно перед Парадом, являясь начальником почётного караула, принял Знамя Победы на центральном аэродроме. Великую Отечественную войну закончил в звании капитана.
На фронте познакомился с Еленой-Ольгой Тихоновной (1923—2005), которая стала женой Валентина Ивановича на всю жизнь.

#### Послевоенный период
По окончании Великой Отечественной войны остался в армии, занимал ряд командных должностей, окончил Военную академию имени М. В. Фрунзе (1954), Военную академию Генерального штаба Вооружённых сил СССР имени К. Е. Ворошилова с золотой медалью (1967), Высшие академические курсы Военной академии Генерального штаба Вооружённых Сил имени К. Е. Ворошилова (1977).
В 1954 году назначен заместителем командира полка, затем последовательно командовал четырьмя полками в Северном военном округе.
В 1960 году назначен заместителем командира 131-й мотострелковой дивизии.

#### На высших должностях в армии
С марта 1963 по август 1965 года был командиром 54-й Мазурской мотострелковой дивизии (Кандалакша, ЛенВО); генерал-майор (16.06.1965). С 1967 по 1969 — командир 26-го армейского корпуса (ЛенВО).
В 1969—1971 годах — командующий 3-й общевойсковой армией Группы Советских войск в Германии. Генерал-лейтенант (29.04.1970).
С 11 июня 1971 по 30 июля 1973 — первый заместитель Главнокомандующего Группой Советских войск в Германии. Генерал-полковник (02.11.1972).
В 1973—1979 годах — командующий войсками Краснознамённого Прикарпатского военного округа.
В 1979—1984 годах — начальник Главного оперативного управления — первый заместитель начальника Генерального штаба Вооружённых Сил СССР. Возглавляя Главное оперативное управление, отдал приказ сбить южно-корейский пассажирский авиалайнер Boeing 747-230B авиакомпании Korean Air Lines, выполнявший международный рейс KE007 по маршруту Нью-Йорк — Анкоридж — Сеул.
С сентября 1984 по январь 1987 года — первый заместитель начальника Генерального штаба Вооружённых Сил СССР. За годы службы многократно направлялся в зарубежные командировки в зоны военных конфликтов в различных странах мира в связи с советским участием в них; в том числе находился в Анголе, Сирии, Эфиопии. Был главным организатором работ воинских частей по ликвидации последствий аварии на Чернобыльской АЭС.
В 1984—1989 годах — начальник Группы управления Министерства обороны СССР в Афганистане. Был удостоен звания Героя Советского Союза.
С 5 января 1989 года — Главнокомандующий Сухопутными войсками — заместитель Министра обороны СССР, член Совета обороны СССР.

### Политическая работа
В 1974—1984 годах — депутат Верховного Совета СССР. В 1985—1989 годах — депутат Верховного Совета РСФСР, член комиссии по делам молодёжи. В 1989—1992 годах — народный депутат СССР.
Член КПСС с 1944 по 1991 год; 1986—1990 годы кандидат в члены ЦК КПСС.
В январе 1991 года принимал участие в событиях по захвату советскими войсками телецентра в Вильнюсе, в результате чего погибло 14 человек, более 700 были ранены. Помощник Михаила Горбачёва Анатолий Черняев утверждал, что решение о применении армии было принято лично Варенниковым без согласования с президентом СССР.
В июле 1991 года подписал обращение «Слово к народу». 18 августа 1991 года вместе с первым заместителем председателя Совета обороны СССР Олегом Баклановым, секретарём ЦК КПСС Олегом Шениным и начальником 9-го управления КГБ Юрием Плехановым летал к Горбачёву в Форос насчёт введения чрезвычайного положения в определённых районах страны. Затем поддержал Государственный комитет по чрезвычайному положению, но сам в него не входил: «20 августа министр обороны СССР вызвал меня из Киева в Москву, чтобы помочь навести порядок», — указывал он сам. 22 августа Президиум Верховного Совета СССР дал согласие на привлечение к уголовной ответственности и арест Варенникова. Утром 23 августа у себя на даче был арестован. 31 августа освобождён от должности заместителя министра обороны СССР — Главнокомандующего Сухопутными войсками. 2 января 1992 года депутатские полномочия Варенникова были прекращены в связи с распадом СССР. В отличие от некоторых других участников ГКЧП, Валентин Варенников не выступал с покаянными письмами и заявлениями.
14 декабря 1992 Варенников был освобождён под подписку о невыезде.
С 1993 года член КПРФ и её ЦК.

В феврале 1994 года стал единственным из подсудимых по делу ГКЧП, который отказался принять амнистию и предстал перед судом. 11 августа 1994 года Варенников был оправдан за отсутствием состава преступления, в связи с тем, что он выполнял приказ вышестоящего начальника. Также в приговоре было указано следующее:
Совершая инкриминированные ему действия, он не располагал достоверными данными, позволяющими считать, что происходящие события фактически противоречат воле Президента СССР — Главнокомандующего Вооружёнными силами государства. Мотивами и целью содеянного им были не корыстные побуждения или иная личная заинтересованность, а сохранение и укрепление своего государства, что соответствовало воле народа, высказанной на референдуме 17 марта 1991 г.
Генпрокуратура опротестовала решение суда. 3 февраля 1995 Президиум Верховного суда Российской Федерации оставил в силе оправдательный приговор.

7 февраля 1994 года указом Президента Российской Федерации Бориса Ельцина уволен с военной службы. Писал мемуары. Всего издано 5 книг, охватывающих весь период жизни Валентина Ивановича.

#### После увольнения с военной службы

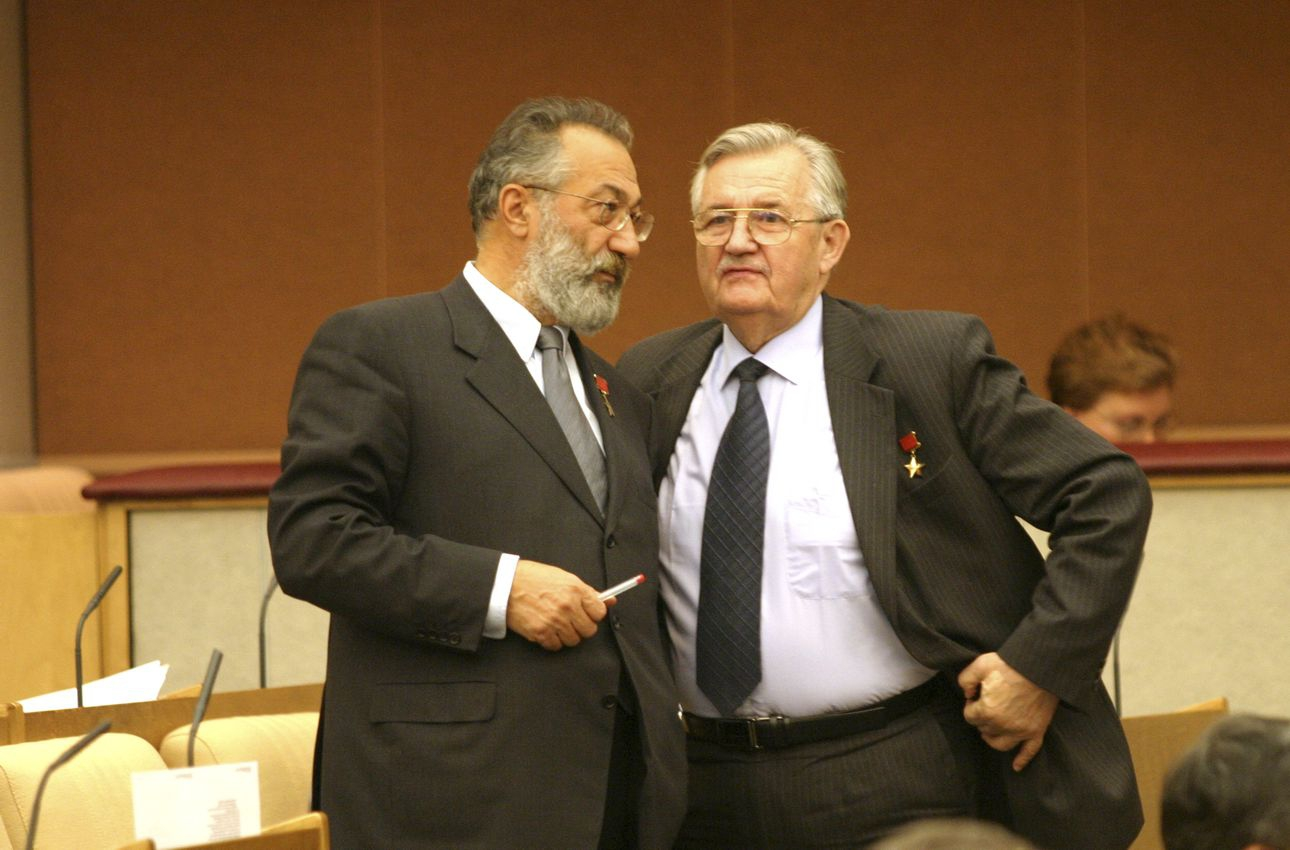
Депутаты Государственной Думы А. Н. Чилингаров и В. И. Варенников, октябрь 2004 г.

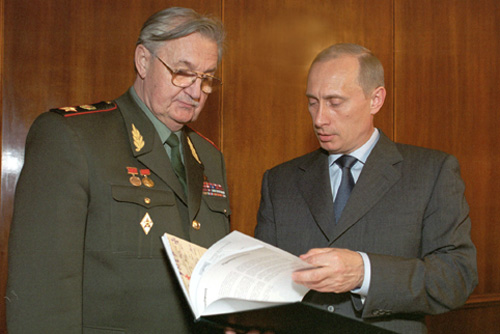
В. И. Варенников и В. В. Путин, 2002 г.

В 1995 году избран депутатом Государственной Думы Российской Федерации. С января 1996 по 1999 год работал председателем комитета Государственной Думы по делам ветеранов.
7 декабря 2003 года избран депутатом Государственной думы Российской Федерации по списку блока «Родина» (третий номер федерального списка). Как старейший по возрасту депутат открывал первое заседание Государственной Думы в январе 2004. Заместитель председателя Комитета по делам ветеранов. Сопредседатель фракции «Родина». В 2008 году в телевизионном проекте «Имя Россия» представлял Иосифа Сталина. Создал и возглавлял Международную лигу защиты человеческого достоинства и безопасности.
Скончался 6 мая 2009 года на 86-м году жизни в госпитале имени Бурденко, где проходил реабилитацию после сделанной в январе 2009 года сложной операции в Военно-медицинской академии в Санкт-Петербурге.

«Ушёл из жизни видный военачальник, настоящий патриот, яркая и неординарная личность. Всю свою жизнь Валентин Иванович Варенников посвятил военной службе. Он прошёл огненными дорогами Великой Отечественной, а после войны — не жалея сил, работал на укрепление обороноспособности Родины и был удостоен высшей награды — звания Героя Советского Союза.

Смелый, открытый и порядочный человек, для которого превыше всего была офицерская честь, Валентин Иванович всегда пользовался неоспоримым авторитетом. До последнего дня он активно участвовал в ветеранском движении, в патриотическом воспитании молодых воинов.

Светлая память о Валентине Ивановиче Варенникове навечно останется в сердцах всех, кто его знал и уважал»— Президент Российской Федерации Д. А. Медведев
Похоронен 8 мая 2009 года на Троекуровском кладбище в Москве (участок № 4).

## Награды и признание
СССР и РФ

Надгробный памятник на Троекуровском кладбище

- Герой Советского Союза (03.03.1988, медаль «Золотая Звезда» № 11567),
- Орден «За военные заслуги» (Российская Федерация),
- Два Ордена Ленина (20.12.1985, 03.03.1988),
- Орден Октябрьской революции (28.04.1980),
- Четыре ордена Красного Знамени, (12.06.1944[26], 18.03.1945[27], 22.02.1968, 20.12.1973)
- Орден Кутузова I степени (04.11.1981 — За подготовку и проведение оперативно-стратегических учений «Запад-81»),
- Орден Отечественной войны I степени (11.03.1985),
- Два ордена Отечественной войны II степени (03.10.1943, 21.10.1943),
- Орден Красной Звезды (30.12.1956),
- Орден «За службу Родине в Вооружённых Силах СССР» III степени (17.02.1976)[28]
- Медали СССР и РФ.

Других государств
- Орден Сухэ-Батора (МНР, 1978)[30],
- Орден Красного Знамени (Афганистан),
- Орден Саурской революции (Афганистан),
- Орден Тудора Владимиреску 2-й степени (СРР, 1974)
- Два ордена Народной Республики Болгария (БНР, 1985),
- Орден Красной Звезды (ВНР, 1978)[31]
- Орден Свободы и Независимости 1-й степени (КНДР)[32],
- Орден Возрождения Польши 4-й степени (ПНР, 1973),
- Боевой орден «За заслуги перед народом и Отечеством» 2-й степени (ГДР).
- Медаль «В память 10-летия вывода советских войск из Афганистана» (13.02.2003, Белоруссия) — за большой личный вклад в развитие и укрепление взаимодействия движений ветеранов войны в Афганистане Республики Беларусь и Российской Федерации[33]
- Медали БНР, ГДР, ДРА, Кубы, МНР, СРР, ПНР, ЧССР.

Почётный гражданин:
- города Армавир
- города Изюм.

Премии:
- Лауреат Ленинской премии (1990)
- Лауреат премии В. И. Вернадского «За особый вклад в развитие России» (2000)
- Лауреат международной премии Андрея Первозванного «За веру и верность» (2002)
- Международная премия имени М. А. Шолохова в области литературы и искусства (2002)

## Воинские звания

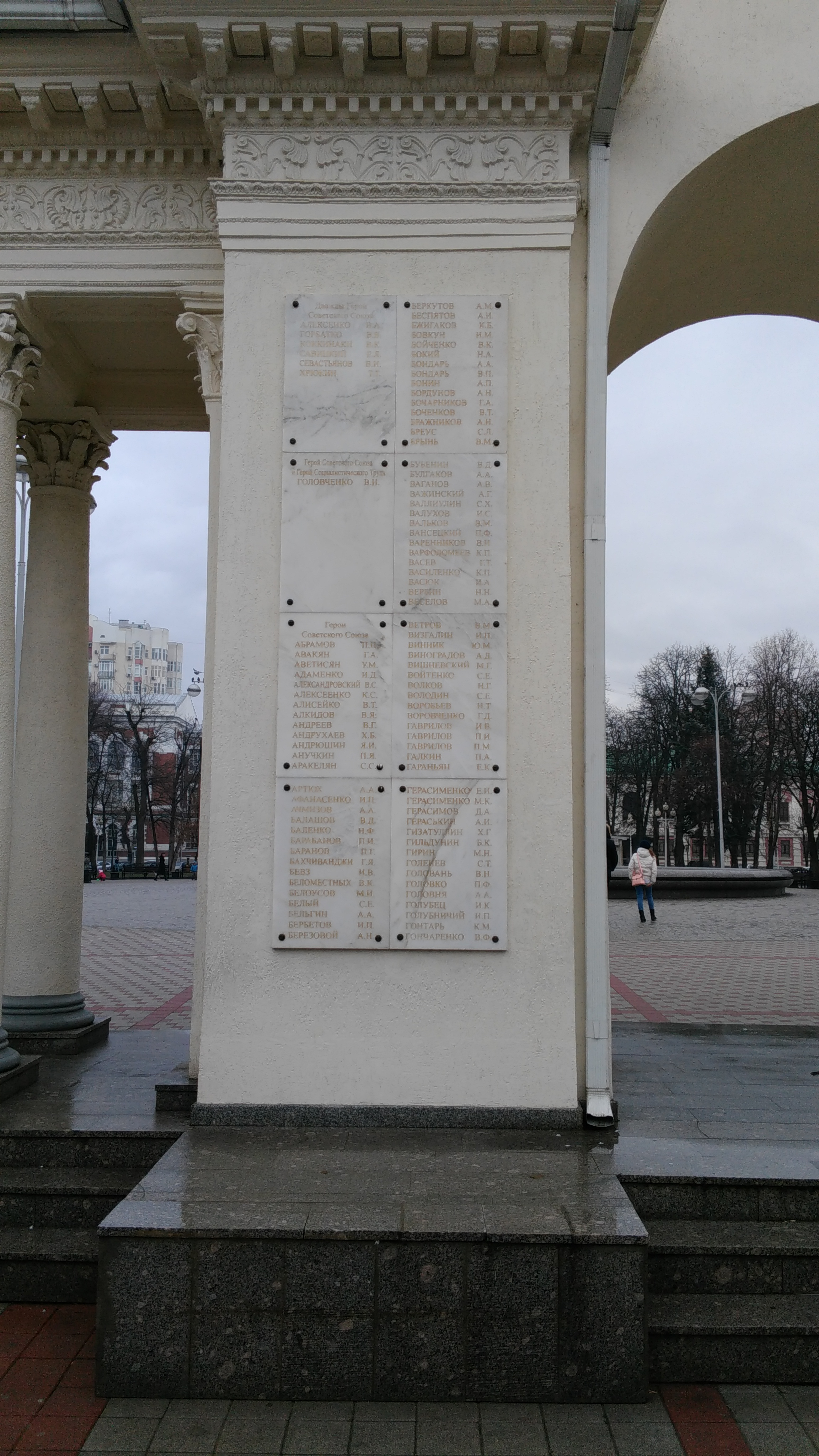
Имена Героев на мемориальной арке в Краснодаре: А — Г

- сержант (1941),
- лейтенант (1942),
- старший лейтенант (1943),
- капитан (1945),
- майор (1949),
- подполковник (1954),
- полковник (1958),
- генерал-майор (16.06.1965),
- генерал-лейтенант (29.04.1970),
- генерал-полковник (02.11.1972)
- генерал армии (17.02.1978).

## Память
- Имя Героя увековечено на мемориальной арке в Краснодаре.
- Имя Героя высечено золотыми буквами в зале Славы Центрального музея Великой Отечественной войны в Парке Победы города Москвы.
- Бюст В. И. Варенникова установлен на территории отдельной мотострелковой арктической бригады Северного флота в посёлке Алакуртти Мурманской области в 2018 году[34]
- Бюст В. И. Варенникова установлен у здания гимназии № 1 города Армавира.
- Улица микрорайона Кузнечики города Подольска названа в 2010 году в честь генерала армии, Героя Советского Союза, участника Великой Отечественной войны, знаменосца Победы Валентина Ивановича Варенникова.

Киновоплощения:
- Владимир Козелков в художественном фильме «Ельцин. Три дня в августе», 2011 год.